# Shaanxi KJ-1
Shaanxi KJ-1 – chiński, prototypowy samolot wczesnego ostrzegania zbudowany na bazie radzieckiego bombowca Tu-4.

## Historia
W latach 50. XX wieku Związek Radziecki przekazał nieodpłatnie Chinom 25 bombowców Tu-4, będących radzieckimi kopiami amerykańskich Boeing B-29 Superfortress. Jeden z nich, o numerze seryjnym 2806501 został zaadaptowany do roli latającego stanowiska systemu wczesnego ostrzegania. Prace nad samolotem rozpoczęto w 1969 roku pod oznaczeniem Projekt 926. Na kadłubie maszyny zainstalowano kratownicowy wspornik z umieszczonym na nim obrotowym dyskiem z anteną stacji radiolokacyjnej. Według niektórych źródeł dysk nie zawierał anten, umieszczono je w owiewkach pod kadłubem samolotu. Gotowy prototyp wzniósł się do swojego dziewiczego lotu 10 czerwca 1971 roku. W tym samym roku jednak całość prac anulowano. Prawdopodobną przyczyną był zbyt duży ciężar całego systemu opartego na technologii lamp elektronowych oraz brak możliwości wykrywania celów lecących na tle ziemi. W tym okresie w Chinach trwała również rewolucja kulturalna, podczas której wiele projektów i prac zostało zastopowanych. Wykonane przez maszynę loty pozwoliły chińskim specjalistom ocenić efektywność samolotu. Jedna maszyna była w stanie zastąpić 40 naziemnych posterunków radiolokacyjnych średniego zasięgu. Oznaczenie KJ jest skrótem chińskiego Kōng Zhōng Yù Jǐng − powietrzne wczesne ostrzeganie. Zachowany do dziś egzemplarz można oglądać w Chińskim Muzeum Lotnictwa.